# موهيليف بوديليسكي
موهيليف بوديليسكي هي مدينة من مدن أوكرانيا. يبلغ عدد سكانها 31674 نسمة وذلك حسب إحصائيات سنة 2015. يبلغ ارتفاع المدينة عن سطح البحر قرابة 79 متر. تبلغ مساحتها 21,63 كم².

## توأمة
لموهيليف بوديليسكي اتفاقيات توأمة مع كل من:
- كافريجليا
- كونسكي
- شالا
- بالتسي
- بيتيشت
- شورودا فيلكوبولسكا